# Баркук
Аль-Малик аз-Захир Сейфуддин Баркук ибн Анас ибн Абдуллах аш-Шаркаси (араб. الملك الظاهر سيف الدين  برقوق بن انس بن عبد الله الشركسي‎; ок. 1339—1399) — мамлюкский султан Египта (1382—1389, 1390—1399), основатель династии Бурджитов.

## Биография
Баркук родился в Черкесии. Настоящее его имя видимо не известно, «баркук» по-арабски значит слива (араб. برقوق‎). Известно, что в детстве был пастухом, потом его похитили и продали в Крыму мамлюкскому агенту. Баркук был обращён в ислам и вместе с другими невольниками отправлен в Сирию, где обучался владению оружием и верховой езде, изучал Коран и арабский язык, превзойдя своих товарищей по всем дисциплинам. Баркук приобрёл большое влияние среди представителей сословия мамлюков, был вызван султаном в Каир, назначен воспитателем детей султана и произведён в эмиры. После смерти султана Шабана II мамлюки возвели на престол его малолетнего сына Али, а реальная власть в государстве оказалась сосредоточена в руках Баркука.
В 1381 году власть в султанате перешла к брату Али, Хаджжи II, но спустя короткое время он был свергнут мамлюками, которые провозгласили султаном Баркука. В 1389 году Баркук был свергнут и заключён в тюрьму в результате мятежа сирийских мамлюков под предводительством наиба Малатьи Темурбуги аль-Минташа и наиба Халеба Ялбуги ан-Насири. Вскоре в Египте начались бои между различными мамлюкскими кликами, и Баркук воспользовался этой ситуацией. Бежав из тюрьмы, он с большим войском из кипчаков и бедуинов в 1390 году после нескольких сражений занял Каир и вернул себе трон.
Баркук провёл финансовую реформу, в результате которой полномочия по управлению финансами султаната были распределены между тремя ведомствами (диванами) — Диван аль-Визара, Диван аль-Хасс и Диван аль-Муфрад.
В это время Тамерлан, покоривший уже пол-Азии, прислал послов к Баркуку, требуя покорности, но тот в ответ убил посланных, заключил союзный договор с османским султаном Баязидом I и стал готовиться к войне. В 1395 году Баркук, ожидая вторжения, собрал большое войско и выдвинулся в Сирию. Но Тамерлану пришлось вернуться в Индию, и война между ним и мамлюками не состоялась. Во второй половине своего царствования Баркук восстановил порядок в Египте, поправил финансы, поднял земледелие, поощрял науки, построил в Каире медресе с бесплатным обучением. В 1399 году Баркук умер, похоронен в построенном им архитектурном комплексе, включающем мечеть, медресе и ханаку. После смерти Буркука трон перешёл к его сыну Фараджу.